# Bisbat de Coserans

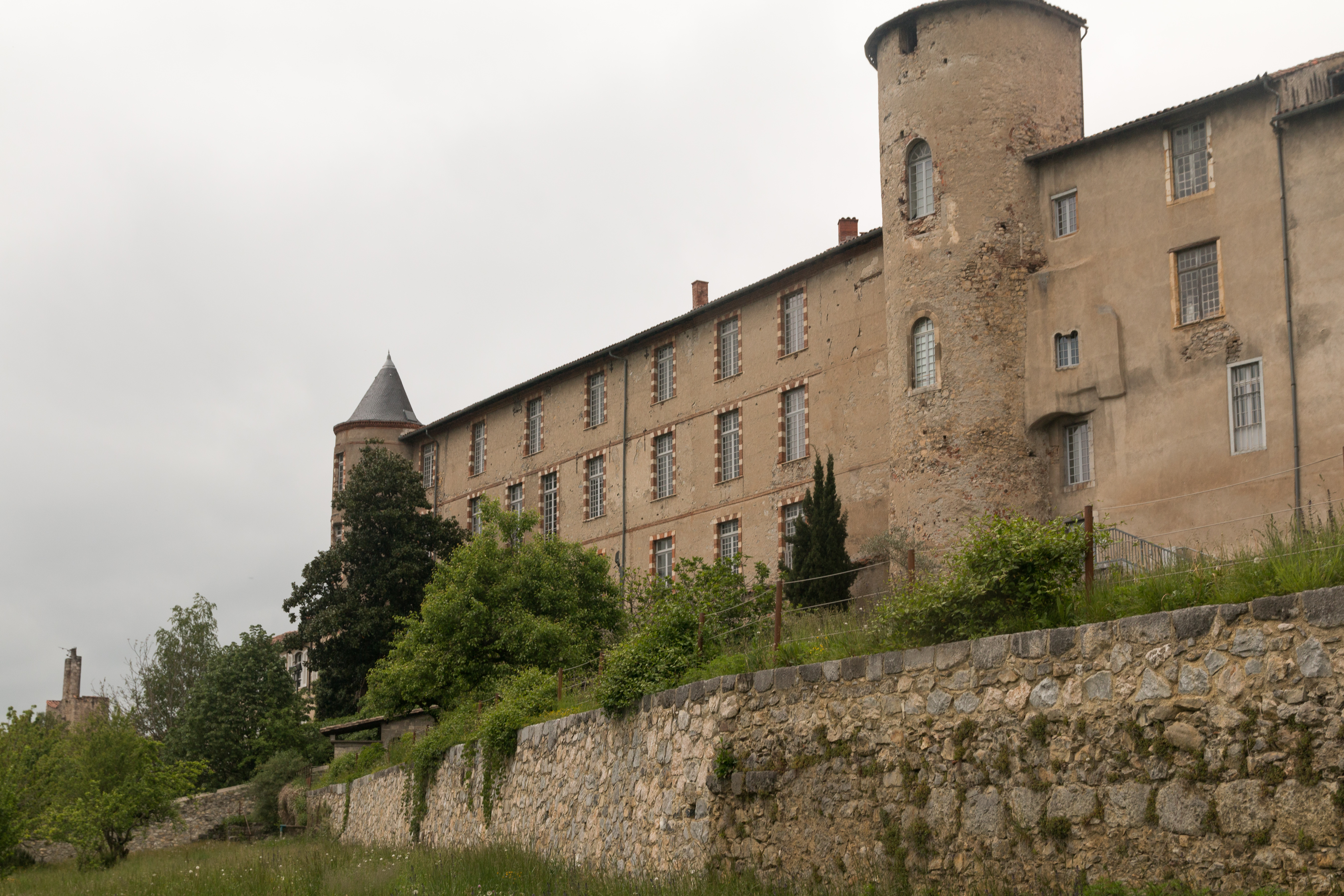
El palau episcopal de Saint-Lizier, avui seu del museu departamental de l'Ariège.

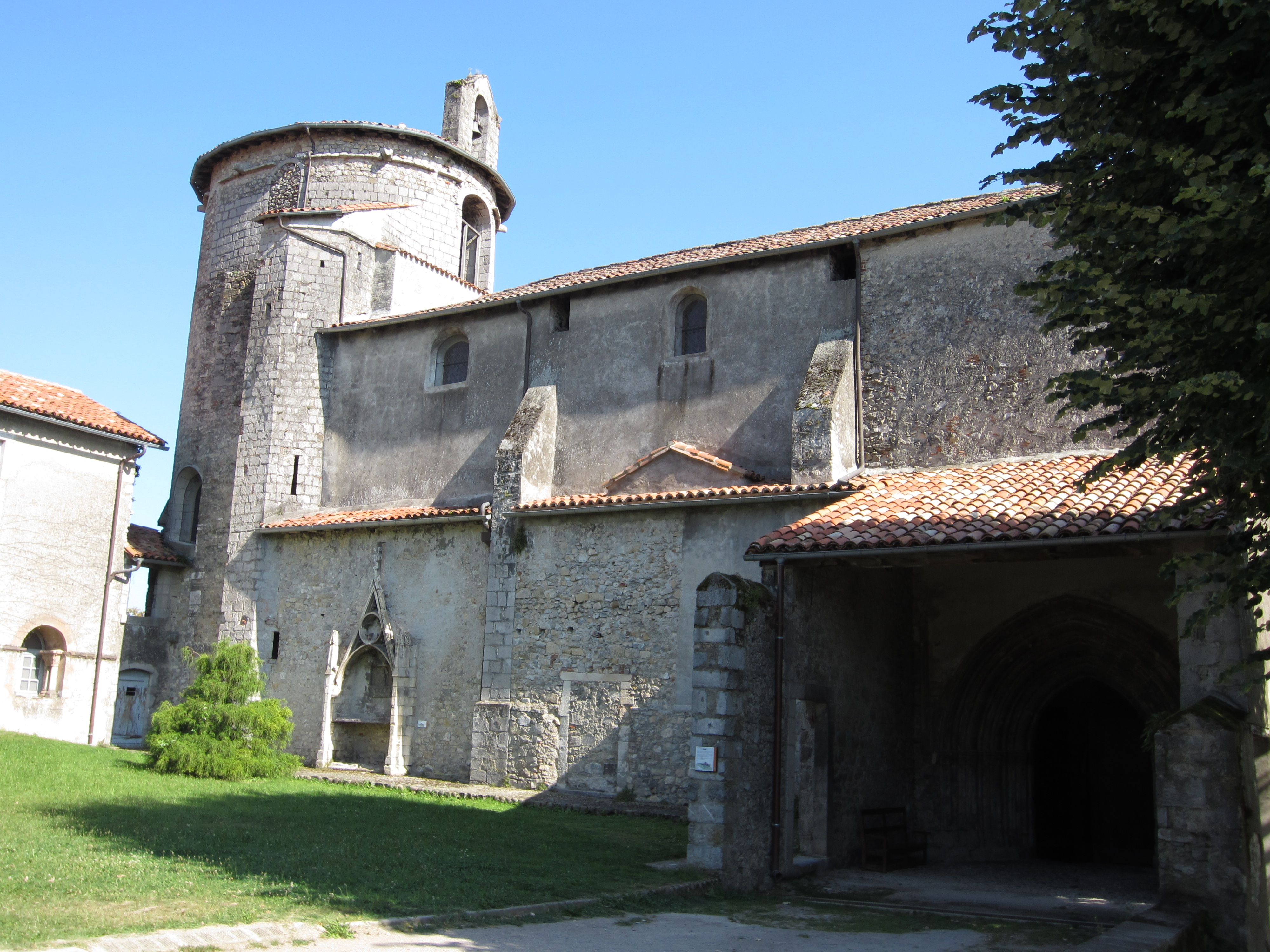
Exterior de l'ex catedral Notre-Dame de la Sède.

El bisbat de Coserans  (occità: Diocèsi de Coserans, llatí: Dioecesis Conseranensis) és una seu suprimida de l'Església Catòlica a França.

## Territori
La diòcesi també era coneguda amb el nom de diòcesi de Sent Líser de Coserans. Coserans és una regió històrica d'Occitània, que avui correspon a la part occidental del departament de l'Arieja.
La seu episcopal n'era la ciutat de Sent Líser, i les esglésies de Sant Lliceri i de Nostra Senyora en van ser la catedral.
El bisbat limitava al nord amb la diòcesi de Rius, a l'est amb la de Pàmies, al sud amb la d'Urgell i a l'oest amb la de Comenge.
El 1708 incloïa 70 parròquies, fins a 63 el 1752. Es van dividir en quatre regions tradicionals: Rivièra, Seronés, Coserans i Castilhonés. El territori és majoritàriament muntanyós, format per diverses valls, independents entre elles i de vegades difícils d'accedir, al Pirineu central.

## Història
Els orígens del bisbat són incerts. La menció més antiga es remunta a Gregori de Tours, que en un dels seus escrits parla d'un oratori construït sobre la tomba del sant bisbe Valeri; no existeix una Vita d'aquest sant i és difícil establir en quina època va viure. És habitual atribuir aquest Valeri al segle v.
Les soles fonts segures són les llistes dels bisbes signants dels diferents sínodes provincials o nacionals. Històricament documentats, per tant, són els bisbes: Gliceri o Liceri, present al Concili d'Agde el 506 i que van donar el nom a la ciutat de Sent Líser; Teodor, present al Cinquè Concili d'Orleans, el 549, i al d'Eusa, el 551, i a qui es deu el descobriment de la tomba de sant Valeri; Joan, que va assistir al concili de París del 614; Sesemund o Maurolenus, present al Concili de Bordeu el 673; Francolí, citat en el fals sínode de Narbona (vers 787); i Wainard, esmentat en una lletra del Papa Joan VIII de 879. Els altres bisbes citats per la tradició i reportats per Gallia Christiana no semblen tenir fonaments històrics.
A la lletra del Papa Joan VIII hi apareix per primera vegada la seu metropolitana d'Aush, a la qual pertanyia Coserans. Anteriorment, el bisbat era sufragània de l'arquebisbat d'Eusa.
Durant l'edat mitjana hi va haver disputa entre els bisbes de Sent Líser, que exercien un cert poder sobre la ciutat i algunes viles pròximes, i els comtes de Comenge, que desitjaven prendre possessió de Sent Líser. Com a resultat, es va esdevenir una guerra esgotadora durant la qual la ciutat va ser saquejada i els bisbes varen ser empresonats o expel·lits de la seva seu. Finalment, la qüestió es va resoldre el 1230, quan es va decidir que el bisbe continués de ser senyor de Sent Líser, tot cedint alguns drets feudals al comte.
Al bisbe Jordà es deu la consagració de la catedral l'any 1117. La lluita secular dels dos poders, espirituals i temporals, explica per què es fortificaren algunes esglésies del bisbat, com ara l'hospital de Salau o l'església parroquial de Santenh.
El segle XIV es va començar a sentir més profundament la protecció de la Santa Seu envers la diòcesi de Coserans, que es va manifestar en concret amb el dret de confirmació dels bisbes (el primer sembla haver estat Fredet Arnaud) i la introducció d'imposts pontificis.
Una lletra del papa nnocenci VI del 26 de novembre de 1358 descriu l'estat deplorable que preval al bisbat, que afectava tant els edificis religiosos com la celebració del culte i la moral del clergat: per això va ordenar una reforma immediata, que va ser realitzada gràcies a les ordes religioses, especialment als dominics.
Durant les guerres de religió que varen assolar França el segle xvi], Coserans va patir d'atacs i devastació: es varen massacrar molts de sacerdots i religiosos, i molta de gent va fugir cap al sud tot abandonant viles senceres. Tot això va empobrir encara més la mesa episcopal, una de les més pobres de tot el regne.
El bisbat el va abolir el concordat amb la butlla Qui Christi Domini del Papa Pius VII el 29 de novembre de 1801. El seu territori es va incorporar inicialment al de l'arquebisbat de Tolosa, fins que el 6 d'octubre de 1822 es va convertir en part del tot just restaurat bisbat de Pàmies.

## Cronologia episcopal
- Sant Valeri † (segle v ?)
- Sant Gliceri o Liceri † (citat el 506)
- Teodor † (abans del 549 - després del 551)
- Joan † (citat el 614)
- Sant Quincià † (segle vii)
- Sant Liceri † (segle vii)
- Sesemund o Maurolenus † (citat el 673/675)
- Francolí † (citat el 787 aproximadament)
- Wainard † (citat el 879)
- Roger † (citat el 887)
- Bernat † (abans del 973 - després del 978)
- Attó † (citat el 1019)
- Berenguer I † (citat el 1025 aproximadament)
- Bernat Ramon Pelet † (vers 1035 - després del 1068)
  - Seu vacant (1071-1078)
- Guillem † (abans del 1085 - després del 1095)
- Jordà † (citat el 1117)
- Pere I † (abans del 1120 - després del 1155)
- Roger † (abans del 1165 - 1177)
- Agustí † (citat el 1177)
- Auger † (citat el 1180)
- Arnaud † (abans del 1190 - després del 1191)
- Laurent † (abans del 1195 - després del 1198)
- Navarre d'Acs, O.Praem. † (1208 - 1211)
- Sanç † (1213 - 1215)
- C. † (citat el 1216)
- Ramon † (citat el 1226)
- Cerebrú † (citat el 1229)
- Nicolau † (abans del 1246 - 4 d'octubre de 1270 mort)
- Pere II de Saboulies † (citat el 1271)
- Ramon de Saboulies † (1273 - 16 d'octubre de 1275 mort)
- Ramon de Restoil † (1277 - vers 1279 mort)
- Auger de Montfalcon † (1279 - 1 de juny de 1303 mort)
- Bernat de Montagut † (1303 - 31 de maig de 1309 mort)
- Arnaud Fredet, O.P. † (4 de juliol de 1309 - 31 de maig de 1329 mort)
- Ramon de Montagut † (9 d'agost de 1329 - 17 de juliol de 1336 nomenat bisbe de Clarmont)
- Pere de la Palud, O.P. † (17 de juliol de 1336 - 31 de gener de 1342 mort)
- Pere Bruni, O.P. † (26 de juliol de 1342 - 1345 mort)
- Duran de la Capella † (9 de desembre de 1345 - 17 de setembre de 1348 nomenat bisbe de Rius)
- Canard † (17 de setembre de 1348 - 1 de desembre de 1358 mort)
- Joan de Rechoard † (28 de novembre de 1358 - 29 de gener de 1361 nomenat bisbe de Sant Ponç de Tomièiras)
- Berenguer II † (18 de juliol de 1361 - 17 d'octubre de 1362 mort)
- Ponç de Vilamur † (24 de novembre de 1362 - 1368 mort)
- Amièlh de Lautrèc, C.R.S.A. † (17 d'agost de 1370 - 18 de maig de 1384 nomenat bisbe de Commenge)
- Pere Aimeric † (18 de maig de 1384 - 27 de maig de 1390 renuncià)[2]
- Robert del Bosc † (27 de maig de 1390 - 17 d'octubre de 1390 nomenat bisbe de Mende)
- Gerard del Breuil † (17 d'octubre de 1390 - 18 de setembre de 1405 nomenat bisbe d'Usés)
- Sicard de Burguiroles † (20 de novembre de 1405 - 19 de juliol de 1412 mort)
- Guillem Belmèstre † (citat el 1413)
- Guillem de Nalajo † (1417 - 1425 mort)
- Arnaud de Salièrs † (22 de desembre de 1423 - 18 de maig de 1425 nomenat bisbe de Lescar)
- Joan de Fabri † (18 de maig de 1425 - 1425 mort)
- Gerard Faidit † (10 de setembre de 1425 - 1432 mort)
- Joan † (1433 - 1438 mort)
- Andreu † (citat el 1439)
  - Guillaume d'Estouteville (1439 - 1440 renuncià) (administrador apostòlic)[3]
- Jordà d'Aure † (18 d'abril de 1440 - 1443 mort)
- Ramon de Tullio † (11 de desembre de 1443 - 10 de juliol de 1444 nomenat bisbe de Sant Pàpol)[4]
- Tristany d'Aure † (8 de maig de 1444 - 30 de juliol de 1460 nomenat bisbe d'Aire)
  - Guiscard d'Aubusson † (5 de novembre de 1460 - 10 de març de 1475 nomenat bisbe de Caors) (administrador apostòlic)
- Joan d'Aule † (15 de desembre de 1475 - 20 de juny de 1515 nomenat bisbe de Lescar)
  - Amanieu d'Albret † (20 de juny de 1515 - 25 de juny de 1515 renuncià) (administrador apostòlic)
- Carles de Gramont † (25 de juny de 1515 - 24 d'abril de 1523 nomenat bisbe d'Aire)
- Gabriel de Gramont † (28 d'abril de 1523 - 19 de setembre de 1524 nomenat bisbe de Tarba)
- Menald de Martory † (19 de setembre de 1524 - 1548 mort)
- Hector d'Ossun † (13 de març de 1549 - 30 de setembre de 1574 mort)
  - Seu vacant (1574-1581)
- Francesc Bonard, O.F.M.Obs. † (6 de novembre de 1581 - 29 de gener de 1593 renuncià)
- Jeroni de Langue, O.F.M.Obs. † (29 de gener de 1593 - 1612 mort)
- Octavi de Sent Lari de Belagarda † (2 de desembre de 1613 - 1623 renuncià)
- Bruno Ruade, O.Carth. † (7 de juny de 1623 - 1641 mort)
- Pèire de Marca † (13 de gener de 1648 - 23 de març de 1654 nomenat arquebisbe de Tolosa)
- Bernat de Marmeissa † (19 d'octubre de 1654 - 22 de gener de 1680 mort)
- Gabriel de Sant Estève † (15 de juliol de 1680 - 24 de desembre de 1707 mort)
- Isaac Jacques de Verthamont † (26 de març de 1708 - octubre de 1725 mort)
- Joan Francesc de Machéco de Bremeux † (9 de desembre de 1726 - d'abril de 1752 mort)
- Josep de Saint-André de Marnays de Vercel † (25 de setembre de 1752 - 28 de setembre de 1779 mort)
- Dominique de Lastic † (13 de desembre de 1779 - 3 de març de 1795 mort)
  - Seu vacant (1795-1801)
  - Seu suprimida